# L'Amour dangereux
Pour plus de détails, voir Fiche technique et Distribution.
L'Amour dangereux est un film français réalisé par Steve Suissa en 2002 et sorti en 2003. Il a été diffusé à la télévision la même année sous le titre Trop plein d'amour.

## Synopsis
Simon travaille aux halles de Rungis pour Max, un employeur véreux qui fait de la contrebande. Dès qu'il le peut, il retrouve Noémie, l'observe à son cours de danse et au bistrot où elle aide son père. Depuis l'enfance ils échangent des petits mots qui commencent toujours par imagine, amoureux sans jamais l'avouer. Un soir, lors d'un coup foireux les choses tournent mal, les autres sont arrêtés par la police, Simon arrive à fuir mais c'est lui que l'on charge. Avec Noémie il s'enfuit vers l'océan, vivre d'amour et d'eau salée. L'inspecteur Queyrolles va vite comprendre que ce n'est pas lui le cerveau des opérations et il va tenter de les retrouver ; ce sera à lui d'imaginer où l'on peut être lorsque l'on a 18 ans et qu'on est amoureux.

## Fiche technique
- Réalisation : Steve Suissa
- Scénario : François Lemaire, Samantha Mazeras & Steve Suissa
- Adaptation et Dialogues : Samantha Mazeras & Steve Suissa
- Production : Hervé Chabalier & Claude Chelli
- Musique : David Laubreaux & Dan Benzakein
- Date de sortie : 2003
- Durée : 84 minutes

## Distribution
- Nicolas Cazalé : Simon
- Jennifer Decker : Noémie
- Pierre-Olivier Mornas : Seb
- Adrien Jolivet : Paul
- Samir Djama : Momo
- Bruno Wolkowitch : inspecteur Queyrolles
- Léopoldine Serre : "Loulou" Louise
- Patrick Bonnel : le père de Noémie
- Marc Samuel : le père de Simon
- Nathalie Nattier : la grand-mère de Simon
- Patrice Melennec : Max
- Steve Suissa : Nicolas
- Elie James Suissa : Simon enfant
- Pénéloppe Darnat : Noémi enfant